# Norrbotten Big Band
Norrbotten Big Band är ett professionellt storband inom Norrbottensmusiken. Konstnärlig ledare för bandet är saxofonisten och professorn i improvisation Joakim Milder. Tidigare konstnärliga ledare har bland andra varit trumpetaren, arrangören och kompositören Tim Hagans och dirigenten Örjan Fahlström. Många kända solister har genom åren gästat bandet. Bland andra Joe Lovano, Toots Thielemans, Maria Schneider, Jonas Kullhammar, Miriam Aida, Magnus Lindgren, Chris Potter, Randy Brecker, Dave Liebman, med flera.
Storbandet har flera gånger varit nominerade till en Grammis och en amerikansk Grammy. Senaste nomineringen fick de inför grammisgalan 2014 för barnskivan Emil, Pippi, Karlsson & Co!